# Убить Джеки
«Убить Джеки» (англ. Kill Jackie) — предстоящий телесериал Amazon Prime Video в жанре криминального триллера с Кэтрин Зета-Джонс в главной роли, снятый по мотивам романа Ника Харкэуэя «Цена, которую ты платишь», написанному под псевдонимом Эйдан Трухен.

## Сюжет
Джеки Прайс, богатый продавец, произведениями искусства с тёмным прошлым обнаруживает, что она стала мишенью смертоносного отряда наёмных убийц, известных как «Семь демонов».

## В ролях
- Кэтрин Зета-Джонс — Джеки Прайс
- Дэниел Ингс
- Дарси Шоу
- Рафф Лоу
- Сидсе Бабетт Кнудсен
- Оскар Хаенада
- Хэтти Хук
- Энцо Чиленти
- Кристин Адамс
- Джулиан Ринд-Татт
- Карлис Арнольдс Авотс
- Сет Сьестранд
- Тадаши Ито
- Себастьян Арместо
- Джулиан Бэррэтт
- Гэвин Спокс
- Джонатан Кейк
- Бамшад Абеди-Амин
- Билл Патерсон

## Производство
Сериал снят для сервиса Amazon Prime Video, главную роль получила Кэтрин Зета-Джонс. Сюжет основан на романе «Цена, которую ты платишь» Ника Харкуэя под псевдонимом Эйдан Трухен. Сериал будет состоять из восьми эпизодов, сценарий написали Том Баттерворт и Конор Кин, режиссёром стал Дэймон Томас. Сериал снят совместно компаниями Fremantle и Steel Springs Pictures. Исполнительными продюсерами стали Питер Лоусон и Хосе Аугустин Вальдес, Данте Ди Лорето, Джеффри Левин, Баттерворт, Томас и Зета-Джонс.
В апреле 2025 года к актёрскому составу присоединились Дэниел Ингс, Дарси Шоу, Рафф Лоу, Джулиан Барратт, Кристин Адамс и Билл Патерсон, а также Сидс Бабетт Кнудсен, Оскар Хаенада, Хэтти Хук, Энцо Чиленти и Джулиан Ринд-Татт.
Съемки начались в 2025 году.[5] Места съемок включают Бильбао, Лиссабон, Лондон и Суонси.
Премьера сериала «Убить Джеки» запланирована на 2026 год на сервисе Amazon Prime Video.